# Acer wardii
Acer wardii là một loài thực vật có hoa trong họ Bồ hòn. Loài này được W.W.Sm. mô tả khoa học đầu tiên năm 1917.